# Nintendo Music
Nintendo Music es un servicio de reproducción de música via streaming creado por Nintendo que contiene sus bandas sonoras de videojuegos. El servicio está disponible para miembros de Nintendo Switch Online, un servicio de suscripción para la consola de videojuegos Nintendo Switch. Nintendo Music se lanzó en Android y iOS el 31 de octubre de 2024.

## Características
Los usuarios pueden añadir pistas a listas de reproducción personalizadas y a listas creadas por Nintendo. Nintendo Music tiene la capacidad de extender la duración de algunas piezas a 15, 30 o 60 minutos en bucle.Las pistas se pueden escuchar en tres tipos de calidad de audio: ahorro de datos, equilibrado, o alta calidad. La aplicación permite descargar pistas para escucharlas sin conexión a internet. En iOS, es posible retransmitir la música a altavoces inteligentes usando el protocolo AirPlay.Algunas bandas sonoras incluyen una funcionalidad que bloquea revelaciones en nombres de pistas y álbumes.

## Anuncio y lanzamiento

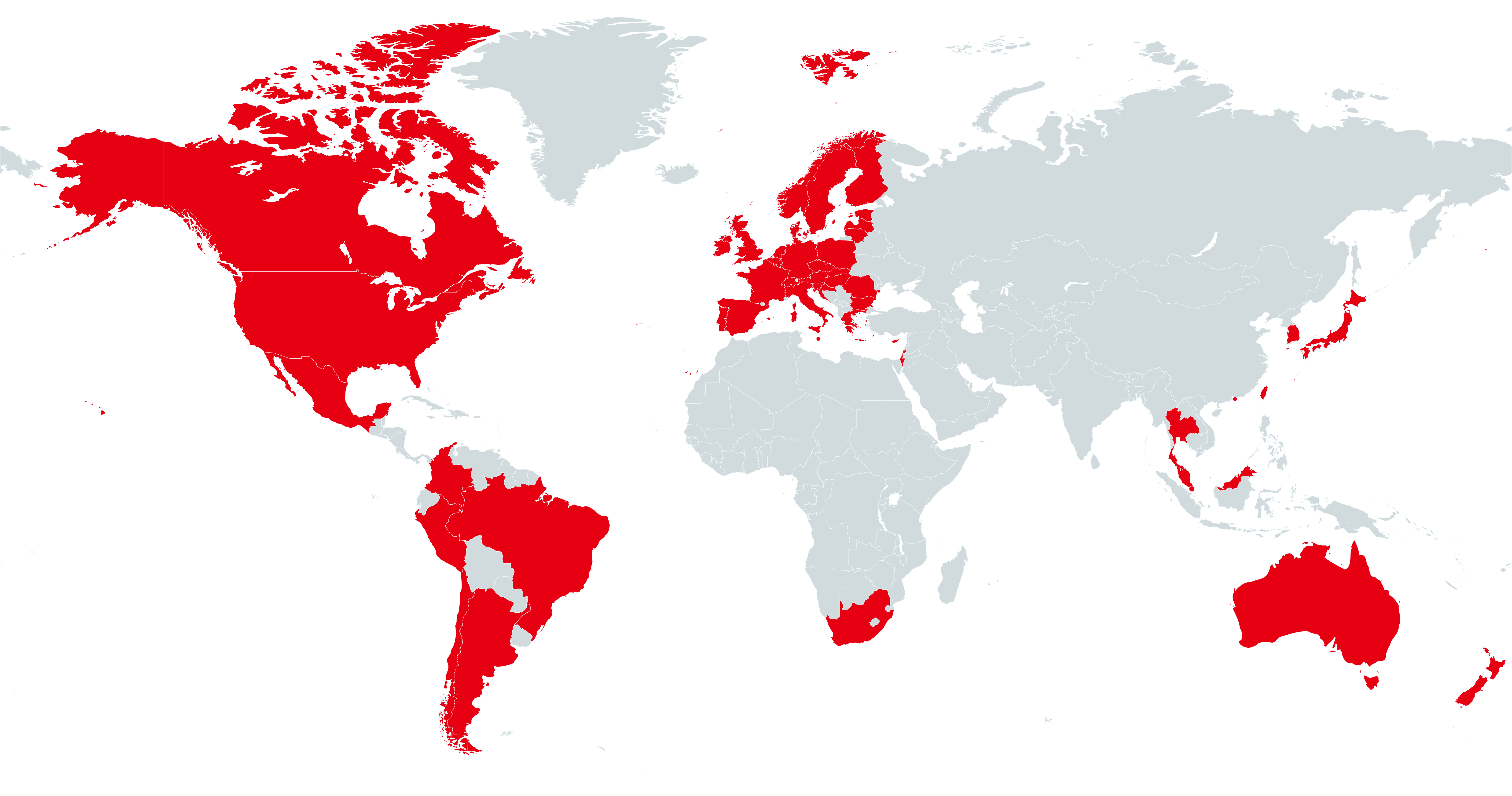
Regiones donde Nintendo Music está disponible a fecha de febrero de 2025.

Nintendo Music se anunció el 31 de octubre de 2024 y se lanzó el mismo día.El servicio se lanzó para dispositivos inteligentes Android e iOS en los 45 mercados que tuvieron Nintendo Switch Online durante su lanzamiento.

## Bandas sonoras
En el lanzamiento se pusieron a disposición 23 bandas sonoras de varios juegos y consolas.A 28 de diciembre de 2024 hay 32 bandas sonoras disponibles y al menos dos próximas a publicarse.
| Fecha de lanzamiento | Banda sonora                                                             | Ref.          |
| -------------------- | ------------------------------------------------------------------------ | ------------- |
| Octubre 2024         | Animal Crossing: New Horizons                                            | [ 10 ] [ 11 ] |
| Octubre 2024         | Donkey Kong Country                                                      | [ 10 ] [ 11 ] |
| Octubre 2024         | Dr. Mario                                                                | [ 10 ] [ 11 ] |
| Octubre 2024         | Fire Emblem: The Blazing Blade                                           | [ 10 ] [ 11 ] |
| Octubre 2024         | Kirby's Dream Land                                                       | [ 10 ] [ 11 ] |
| Octubre 2024         | Kirby Star Allies                                                        | [ 10 ] [ 11 ] |
| Octubre 2024         | The Legend of Zelda: Breath of the Wild                                  | [ 10 ] [ 11 ] |
| Octubre 2024         | The Legend of Zelda: Ocarina of Time                                     | [ 10 ] [ 11 ] |
| Octubre 2024         | Mario Kart 8 Deluxe                                                      | [ 10 ] [ 11 ] |
| Octubre 2024         | Metroid                                                                  | [ 10 ] [ 11 ] |
| Octubre 2024         | Metroid Prime                                                            | [ 10 ] [ 11 ] |
| Octubre 2024         | Nintendogs                                                               | [ 10 ] [ 11 ] |
| Octubre 2024         | Pikmin 4                                                                 | [ 10 ] [ 11 ] |
| Octubre 2024         | - Pokémon escarlata y Pokémon púrpura - y El tesoro oculto del Área Cero | [ 10 ] [ 11 ] |
| Octubre 2024         | Splatoon 3                                                               | [ 10 ] [ 11 ] |
| Octubre 2024         | Star Fox 64                                                              | [ 10 ] [ 11 ] |
| Octubre 2024         | Super Mario Bros.                                                        | [ 10 ] [ 11 ] |
| Octubre 2024         | Super Mario Galaxy                                                       | [ 10 ] [ 11 ] |
| Octubre 2024         | Super Mario Odyssey                                                      | [ 10 ] [ 11 ] |
| Octubre 2024         | Tomodachi Collection                                                     | [ 10 ] [ 11 ] |
| Octubre 2024         | Yoshi's Island                                                           | [ 10 ] [ 11 ] |
| Octubre 2024         | Canales Wii                                                              | [ 10 ] [ 11 ] |
| Noviembre 2024       | Brain Training del Dr. Kawashima ¿Cuántos años tiene tu cerebro?         | [ 13 ]        |
| Noviembre 2024       | Donkey Kong Country 2                                                    | [ 14 ]        |
| Noviembre 2024       | F-Zero X                                                                 | [ 15 ]        |
| Noviembre 2024       | Super Mario Bros. Wonder                                                 | [ 16 ]        |
| Noviembre 2024       | Wii Sports                                                               | [ 17 ]        |
| Diciembre 2024       | The Legend of Zelda: Skyward Sword                                       | [ 18 ]        |
| Diciembre 2024       | Splatoon 2 y Octo Expansion                                              | [ 19 ]        |
| Diciembre 2024       | Super Mario 64                                                           | [ 20 ]        |
| Diciembre 2024       | Wave Race 64                                                             | [ 21 ]        |
| Enero 2025           | Donkey Kong Country 3                                                    | [ 22 ]        |
| Enero 2025           | The Legend of Zelda: The Wind Waker                                      | [ 23 ]        |
| Enero 2025           | Super Mario Kart                                                         | [ 24 ]        |
| Enero 2025           | Leyendas Pokémon: Arceus                                                 | [ 25 ]        |
| Febrero de 2025      | Golden Sun                                                               | [ 26 ]        |
| Febrero de 2025      | Plaza Mii de StreetPass                                                  | [ 27 ]        |
| Febrero de 2025      | Super Mario World                                                        | [ 28 ]        |
| Febrero de 2025      | Super Mario Bros. 2                                                      | [ 29 ]        |
| Marzo de 2025        | The Legend of Zelda: A Link to the Past                                  | [ 30 ]        |
| Marzo de 2025        | Super Mario Bros. 3                                                      | [ 31 ]        |

## Recepción
Kyle Barr de Gizmodo calificó la aplicación de «sorprendentemente buena» pero criticó la pequeña selección de música disponible durante el lanzamiento.Fans, periodistas y desarrolladores criticaron la aplicación por no dar crédito a los compositores de las bandas sonoras.Abner Li de 9to5Google comentó las similitudes con el servicio de streaming YouTube Music, específicamente en la interfaz de usuario.
Dos semanas después del lanzamiento, Nintendo Music había sido descargada más de un millón de veces.